# Virga (neume)
Pour les articles homonymes, voir Virga (homonymie).

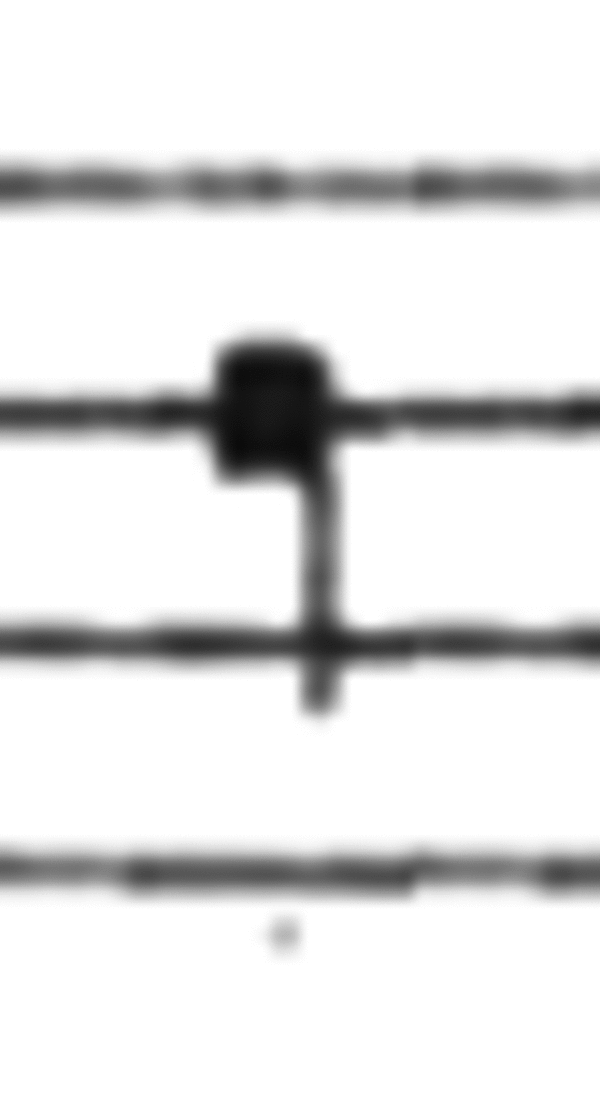

Dans la notation musicale du chant grégorien, la virga (du latin virga, ae : branche verte, tige, baguette) est un neume élémentaire, le plus simple en notation grégorienne avec le punctum. La virga est dotée d'une queue vers le bas.
La virga apparaît également comme note dans de nombreux neumes composés, où elle correspond toujours au sommet mélodique du neume (et le plus souvent, à un accent rythmique).

## Origine
La virga est un reste graphique de l'époque où seul le sens de variation de la mélodie était noté, par un accent aigu / pour les notes traduisant une élévation, et un accent grave \ pour les notes traduisant un abaissement par rapport au reste (reste du mot pour les chants syllabiques, ou reste du neume pour les chants neumatiques). L'accent grave s'est transformé graphiquement en petit trait horizontal - plus ou moins réduit à un point, l'accent aigu a conservé son allongement tout en se redressant, ce qui a finalement donné naissance à la barre verticale de la virga.

## Interprétation
La virga peut apparaître dans les deux contextes assez différents: comme indication mélodique, ou comme indication rythmique.

### Indication mélodique
Sur une syllabe isolée, elle ne fait qu'indiquer une hauteur mélodique, plus haute que la note qui précède ou qui suit. Cette indication, qui était importante en notation cursive, n'est plus significative dans la notation « carrée » sur quatre lignes, où la hauteur de la note est indiquée directement. Elle n'est logiquement jamais retranscrite dans les éditions carrées (vaticane ou de Solesmes), mais apparaît fréquemment dans les transcriptions cursives du Graduale triplex.

### Indication rythmique
En début de groupe neumatique, la virga isolée (en notation carrée) joue un rôle rythmique important pour signaler deux attaques consécutives. Dans cette position (par exemple, ici, sur le premier mot de l'Alléluia Ostende nobis), elle est généralement transcrite par une virga par l'édition vaticane, et cette virga est souvent pointée par les éditions de Solesmes.
Par elle-même c'est une note supportant l'attaque, et forte tant en intensité qu'en durée.
La note qui la suit étant également une note d'attaque, mais généralement plus brève.
En notation cursive, cette note isolée en préfixe peut être une virga ou un traculus, suivant ce qu'exige la mélodie.